# 암트랙 캐스케이즈
암트랙 캐스케이즈(영어: Amtrak Cascades)는 미국 오리건주 유진 유진 역에서 캐나다 브리티시컬럼비아주 밴쿠버 퍼시픽센트럴 역까지 운행되는 장거리 열차이다.

## 역사 및 현황
1971년 암트랙 설립과 동시에 신설된 열차로 이와는 별도로 캐나다를 잇는 노선은 애디론댁, 메이플 리프가 있다. 암트랙 설립 이전에 노던 퍼시픽 철도, 그레이트 노던 철도, 유니언 퍼시픽 철도가 운영을 했으며 1966년 기준으로 가장 빠른 열차가 3시간 30분 소요되는 열차가 있었다. 이와는 별도로 1972년에 퍼시픽 인터내셔널이 별도로 신설이 되었다기 암트랙의 구조 조정 일환으로 1981년에 운행을 중단했다. 1994년에 신조 차량이 도입을 위해 탈고 차량이 6개월간 시범 운행이 되었다. 1995년에 마운트 베이커 인터내셔널(영어: Mount Baker International)이 신설되면서 밴쿠버에서 시애틀간 운행을 했다. 같은 해 10월에 레이니어 앤드 캐스케이즈(영어: Rainier the Cascadia)를 신설해 오리건주에서 워싱턴주까지 운행했다. 1998년에 신조 차량이 도입이 되었고 2000년에 오리건주 유진 유진 역까지 연장 되면서 현재에 이르고 있다.

## 운행 노선

암트랙 캐스케이즈 노선도 (interactive map)

## 사진

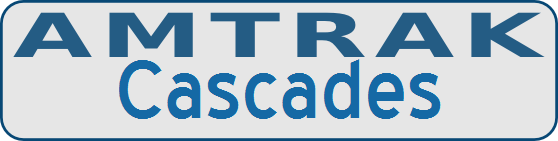
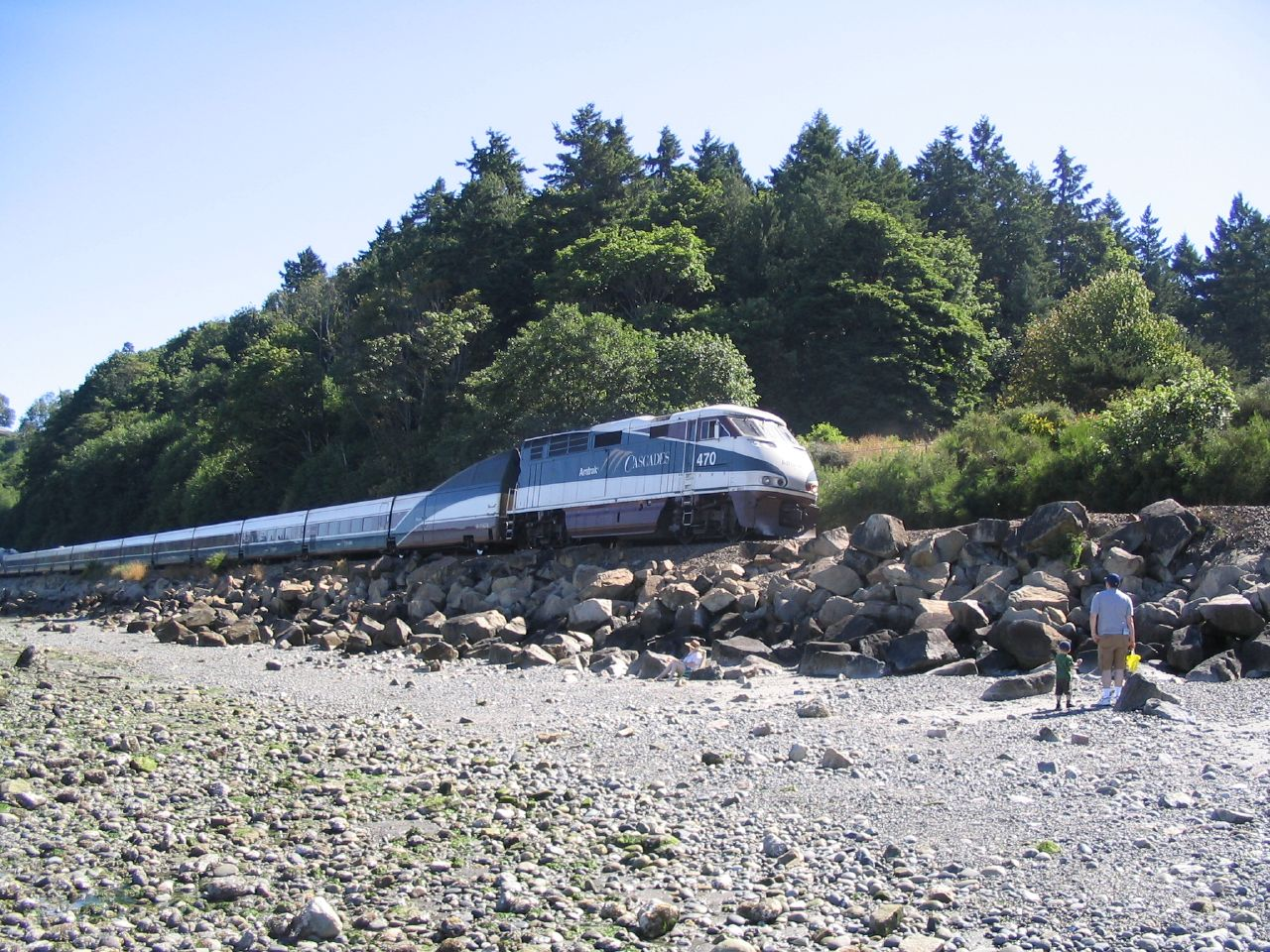
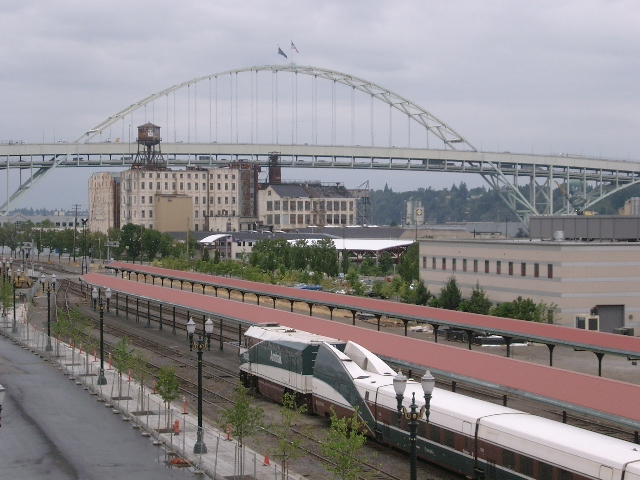
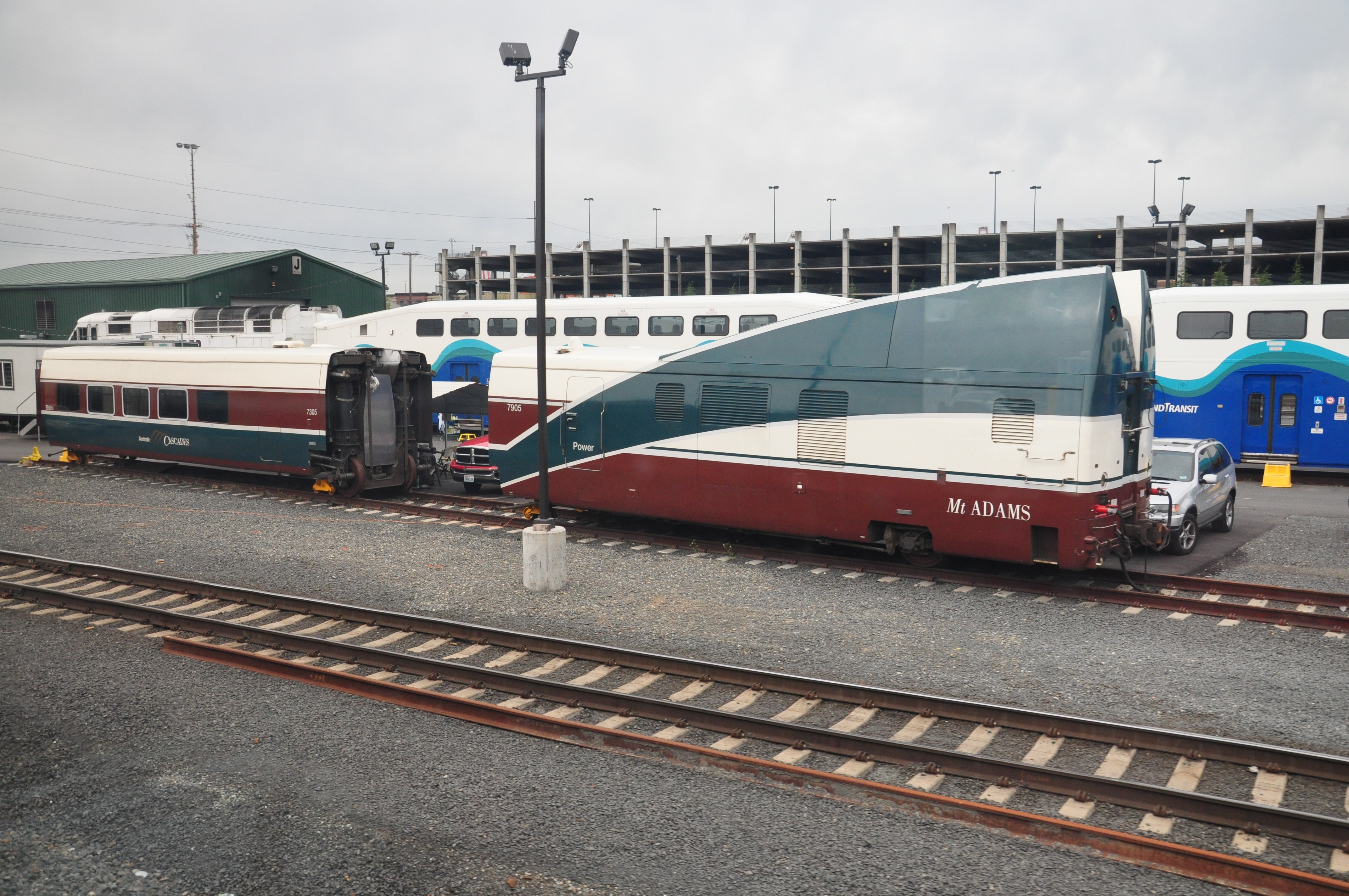
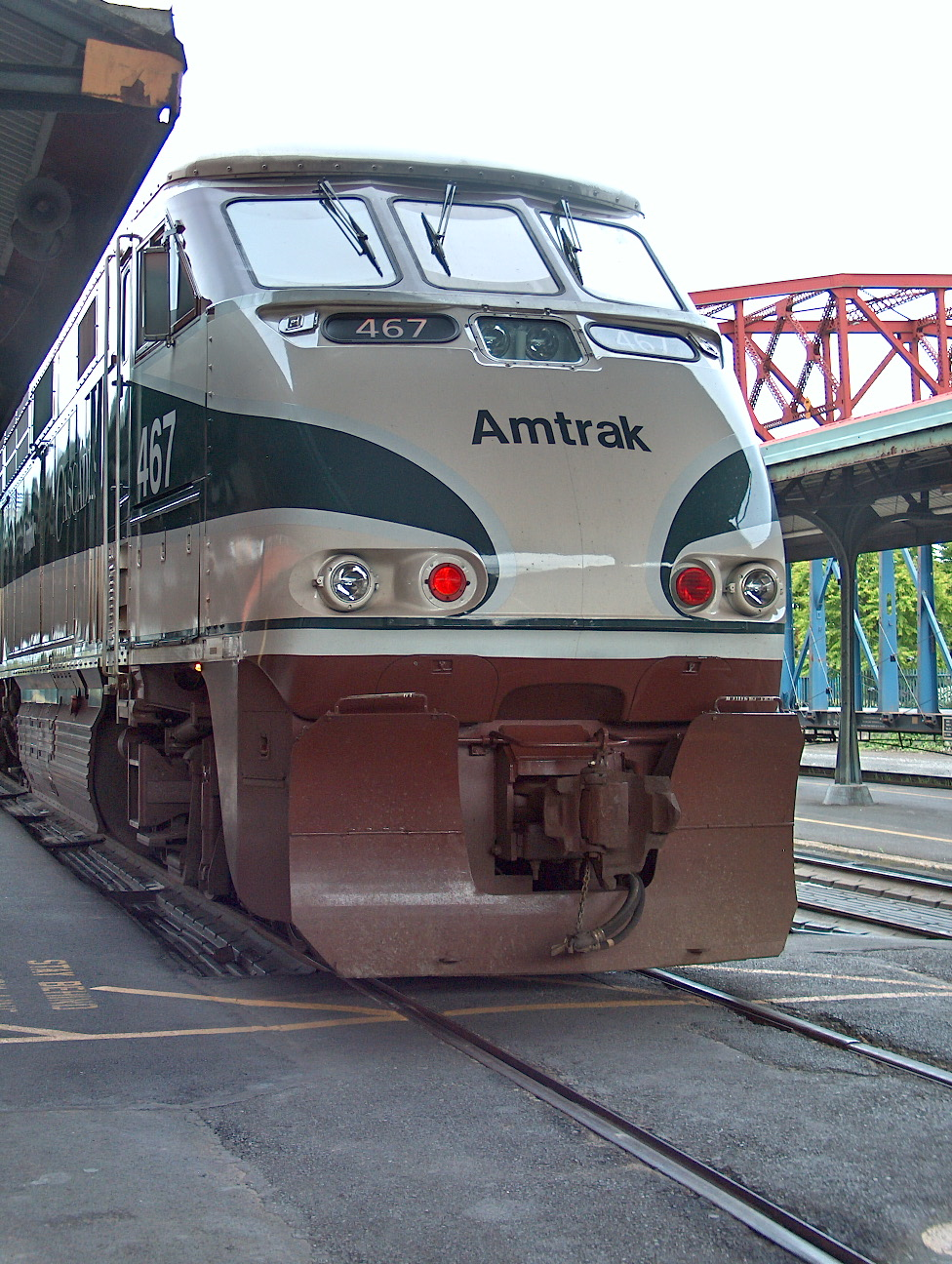
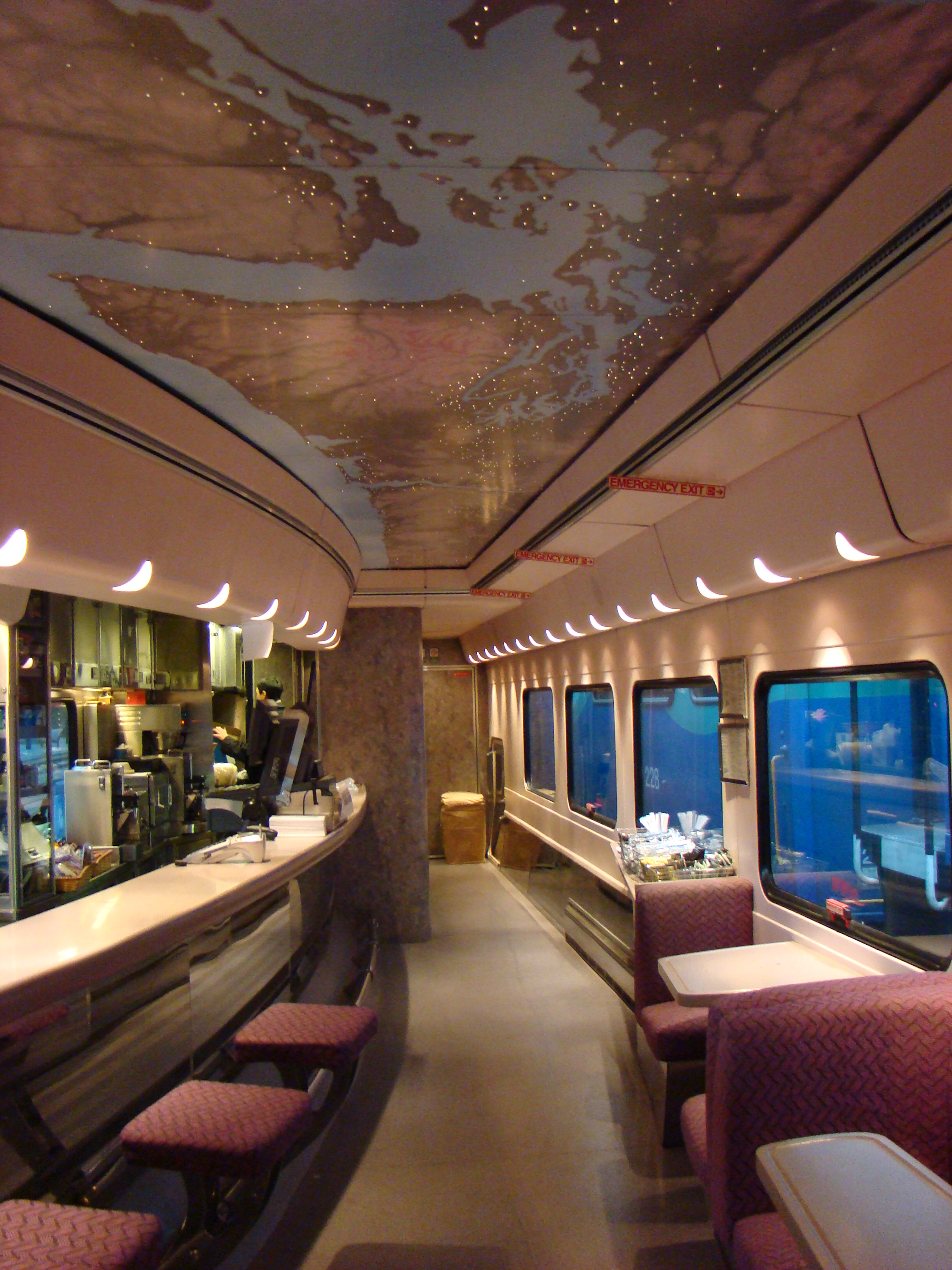